# Шујо Караџић
Василије Шујо Караџић је био црногорски и старохерцеговачки јунак из Дробњака.
Караџићи су братство из Дробњака, прибраћеници Дробњацима, из Петњице. Заједно са Новицом Церовићем и Мирком Алексићем организовао је хватање и погубљење Смаил аге Ченгића.
По историјским записима Смаил агу убио је Мирко Алексић, али по народном предању Смаил агу убио је Шујо Караџић; но, Мирко је био бржи па је прије стигао и одсекао му главу.
Шујо Караџић се повезивао са Карађорђем и предводио је Дробњаке у освајање Београда у Првом српском устанку. Са Дробњацима су у освајање Београда још кренули и Васојевићи.